# Pacaraima
Pacaraima är en kommun i Brasilien.   Den ligger i delstaten Roraima, i den norra delen av landet, 2 600 km nordväst om huvudstaden Brasília. Antalet invånare är 10 448.
Omgivningarna runt Pacaraima är huvudsakligen savann. Trakten runt Pacaraima är nära nog obefolkad, med mindre än två invånare per kvadratkilometer.